# Сажалки
Сажалки (укр. Сажалки) — село,
Белогривский сельский совет,
Кролевецкий район,
Сумская область,
Украина.
Код КОАТУУ — 5922681207. Население по переписи 2001 года составляло 9 человек .

## Географическое положение
Село Сажалки находится в большом лесном массиве между сёлами Крещатик и Нежинское (1-2 км).